# Nebraska
Nebraska (IPA: [nəˈbræskə] kiejtéseⓘ) az Amerikai Egyesült Államok 37. tagállama. Fővárosa Lincoln, legnagyobb városa Omaha. Nebraska az USA mezőgazdasági szempontból egyik legjelentősebb tagállama.

## Neve
Elnevezése az indián Ní Btháska kifejezésből származik, ami sima vizet jelent. Ez valószínűleg a Platte folyóra utal, amely átszeli az államot.

## Földrajz
Nebraska északon Dél-Dakota, keleten Iowa, délkeleten Missouri, délen Kansas, délnyugaton Colorado, nyugaton pedig Wyoming állammal határos. Az állam keleti határa megegyezik a Missouri folyó vonalával. 
Az állam az USA középső részén, a Magas-síkság és a Mississippi-fennsík találkozásánál fekszik. Három folyó szeli át nyugat felől: a Niobrara északon, a Platte középen, a Republican folyó pedig délen folyik és torkollik bele a Missouri folyóba.
Az állam területe két időzónába esik: az úgynevezett központi idő (Central Standard Time Zone, CST) az állam keleti felében, míg a hegyi idő (Mountain Standard Time Zone, MST) Nebraska nyugati részében érvényes.

### Éghajlat
Nebraska keleti felében a nedves kontinentális, nyugati felében félszáraz klíma uralkodik, ám az átlaghőmérséklet viszonylag egységes. A nyár forró, a tél hideg. Az éves átlagos csapadékmennyiség keletről nyugatra csökken. Évente 65-90 cm hó hull átlagosan. Nebraskában az eddig mért legmagasabb hőmérséklet 48 °C volt. A legalacsonyabb hőmérsékletet, -44 °C-t 1936-ban mérték.
Nebraska az ún. tornádófolyosóban (Tornado Alley) fekszik, ezért a tavaszi és nyári hónapokban gyakoriak a zivatarok. A tornádók is ebben az időszakban a leggyakoribban.

## Történet
1854. május 30-án a Kansas–Nebraska-törvény hozta létre Kansas és Nebraska Territóriumokat. Ekkor Nebraska székhelyéül Omahát jelölték ki. A telepesek első nagy hulláma 1860-ban érkezett Nebraskába, mivel a szövetségi kormány szabad területnek minősítette az államot. Mivel az állam nagy része füves puszta volt, a telepesek házaikat erdős részek közelében alakították ki. A territórium feldarabolása után a maradék Nebraska 1867-ben vált állammá és az USA teljes jogú tagállamává, röviddel az amerikai polgárháború után. Ekkor az állam székhelye Omaha helyett Lancaster lett, amelyet később Lincolnra kereszteltek át Abraham Lincoln, az 1865-ben meggyilkolt amerikai elnök tiszteletére.

## Népesség

### A legnagyobb városok
A város neve után a lakosság nagysága áll (fő, 2010).
- Omaha – 408 958
- Lincoln – 258 379
- Bellevue – 50 137
- Grand Island – 48 520
- Kearney – 30 787
- Fremont – 26 397
- Hastings – 24 907
- North Platte – 24 733
- Norfolk – 24 210
- Columbus – 22 111
- Papillion – 18 894

## Közigazgatás

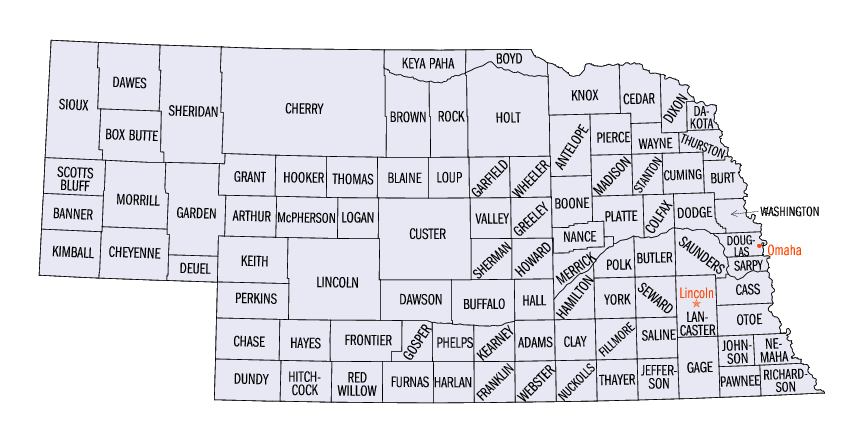
Nebraska megyéi

Nebraska 93 megyével rendelkezik.

## Gazdaság
Az állam gazdaságában a domináns ágazat a mezőgazdaság.

## Nevezetességek

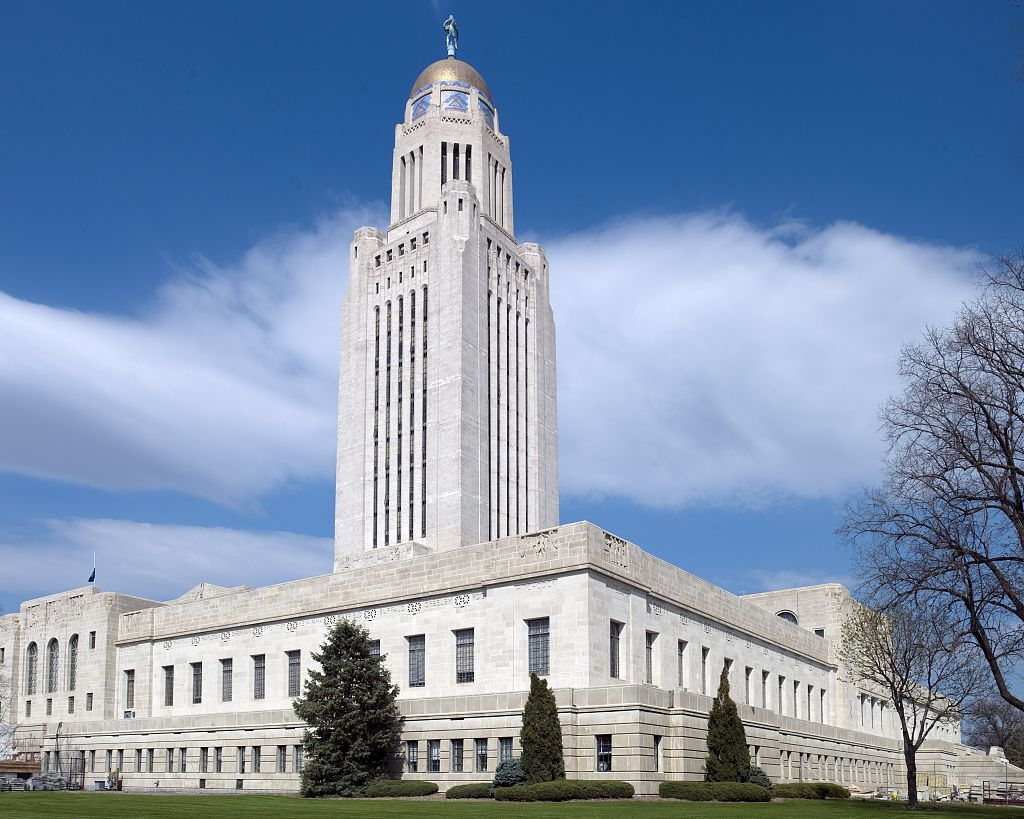
Nebraska állam Capitoliuma Lincolnban